# RKSV DoCoS
RKSV DoCoS is een amateurvoetbalvereniging uit de stad Leiden, in de Nederlandse provincie Zuid-Holland. DoCoS is een afkorting van Door Combinatie Sterk en is opgericht op 6 augustus 1936.
Het eerste zaterdagelftal speelt in de Tweede klasse van het Nederlands amateurvoetbal (2020/21).

## Geschiedenis
DoCoS is op 6 augustus 1936 ontstaan uit de samenvoeging van verschillende rooms-katholieke sportverenigingen en kreeg vervolgens de toepasselijke naam ' Door Combinatie Sterk '.
Naast voetbal werden binnen de vereniging ook atletiek en gymnastiek beoefend. Deze afdelingen gingen na de oorlog verder als de zelfstandige verenigingen De Bataven (atletiek) en Victory (gymnastiek).
Accommodatie

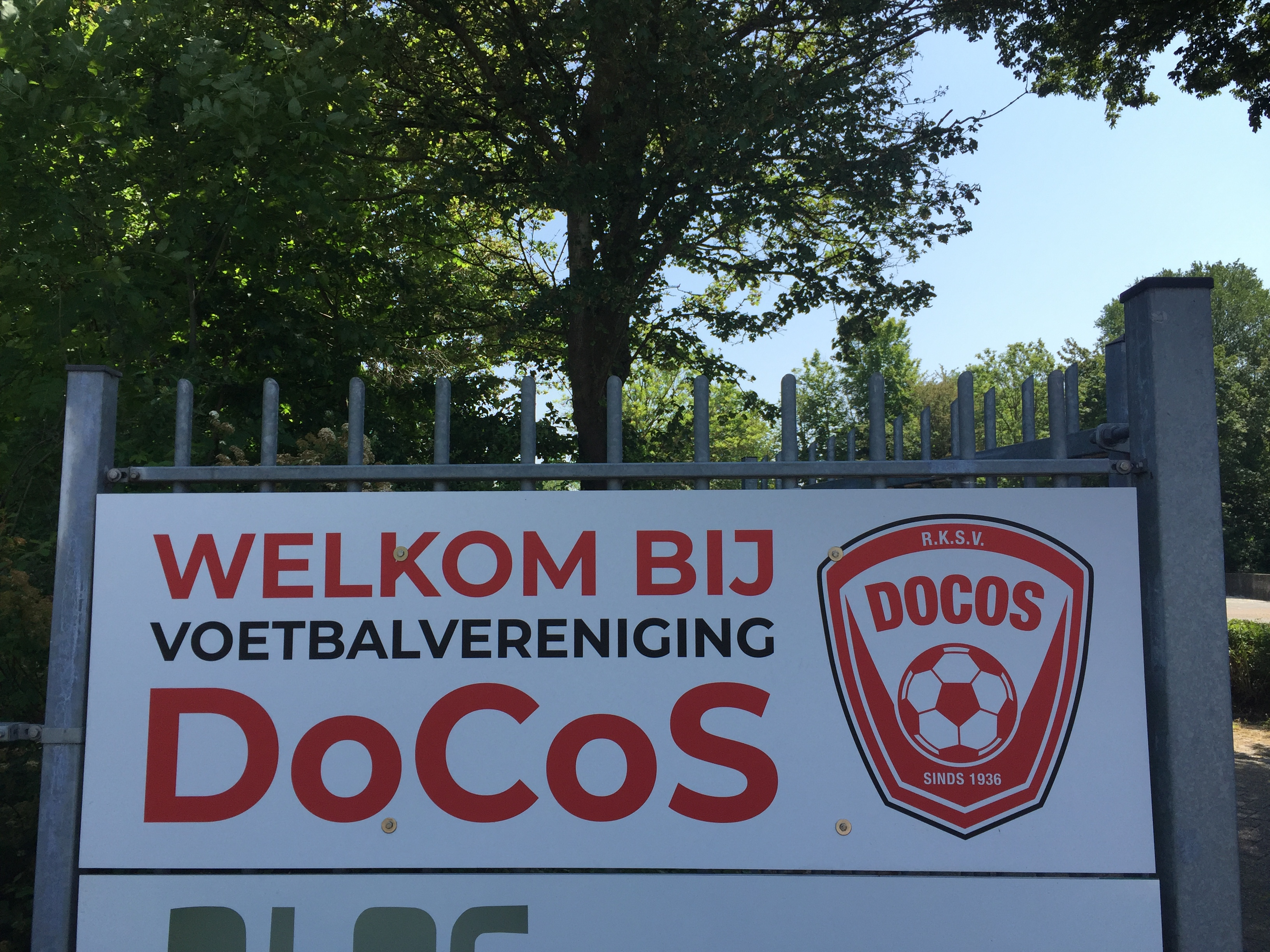
Sportpark Morskwartier

De club speelt op het in 1975 betrokken sportpark Morskwartier I in het Morsdistrict met de entree aan de Haagsche Schouwweg. Hier heeft de club de beschikking over drie voetbalvelden, waarvan er een bestaat uit kunstgras. Daarnaast is er ook een apart trainingsveld (kunstgras).
Het clubhuis is gebouwd onder een betonnen viaduct, dat ooit gebouwd was voor een ringweg om Leiden, die nooit werd gerealiseerd. Het clubblad kreeg vervolgens de toepasselijke naam Viaduct.
Clubkleuren en tenue
De clubkleuren zijn rood en wit, wat tot uitdrukking komt in het tenue dat bestaat uit een wit shirt met rode kraag, een rode broek en rode sokken.

## Eerste elftal
DoCoS is van oudsher een zondagclub en het eerste zondagteam was dan ook het vlaggenschip van de vereniging. Dit team speelde in het seizoen 2013/14 in de vierde klasse; het eerste Zaterdagelftal is in 2013 gepromoveerd naar de derde klasse.

## Competitieresultaten 1997–heden (zaterdag)
| 7 5A |

|  |

|  |

|  |

| 10 4A |

| 1 4A |

| 8 3A |

| 8 3A |

| 1 3A |

| 4 2C |

| 8 2C |

| 12 2C |

| 14* 2C |

| 1* 2C |

| 7 2C |

| 11 2D |

| 9 3A |

- = Dit seizoen werd stopgezet vanwege de uitbraak van het coronavirus. Er werd voor dit seizoen geen officiële eindstand vastgesteld.

| Tweede klasse | Derde klasse | Vierde klasse | Vijfde klasse |

## Competitieresultaten 1943–2014 (zondag)
| 7 4A |

| 6 4A |

|  |

| 9 4A |

| 7 4A |

| 5 4B |

| 6 4B |

| 9 4A |

| 12 4A |

|  |

| 12 4A |

|  |

|  |

| 8 4A |

| 8 4A |

| 9 4? |

| 3 4D |

| 6 4B |

| 11 4A |

| 2 4A |

| 3 4A |

| 7 4A |

| 3 4B |

| 2 4A |

| 5 4B |

| 10 4A |

| 3 4A |

| 1 4A |

| 7 3A |

| 3 3A |

| 11 3A |

| 5 4A |

| 2 4B |

| 3 3A |

| 5 3A |

| 9 3A |

| 10 3A |

| 5 4A |

| 11 4A |

| 6 4B |

| 1 4A |

| 9 3A |

| 12 3A |

| 5 4A |

| 7 4A |

| 4 4A |

| 2 4A |

| 1 4A |

| 10 3A |

| 2 4A |

| 12 3A |

| 2 4A |

| 1 4A |

| 4 3A |

| 8 3A |

| 1 3A |

| 5 2C |

| 6 2C |

| 7 2C |

| 10 2C |

| 2 3A |

| 2 3A |

| 9 3A |

| 4 3A |

| 12 3A |

| 5 4A |

| 1 4A |

| 12 3A |

| 3 4B |

| 5 4A |

| 8 4A |

| 8 4A |

2004: de beslissingswedstrijd op 2 mei om het klassekampioenschap in zondag 3A werd met 0-0 gelijkgespeeld tegen DHL, DHL kampioen op basis beter doelsaldo in competitie.
| Tweede klasse | Derde klasse | Vierde klasse |

In elke staaf van de grafiek staat van boven naar beneden vermeld: 
- Eindnotering

Dit is de positie die de club heeft bereikt in de competitie, zonder eventuele beslissings-, play-off- of nacompetitiewedstrijden die nodig zijn geweest om bijvoorbeeld de kampioen van de competitie te bepalen.
Indien een * achter het getal staat is de notering een tussenstand en kan het zijn dat de notering niet overeenkomt met de uiteindelijke eindstand van de competitie.
Staat er een - dan is het seizoen nog bezig en is er geen definitieve uitslag bekend.
Staat er xx op de positie van de notering, dan heeft de club vroegtijdig de competitie verlaten. Dit kan onder andere komen door terugtrekking van het team, faillissement van de club of door een uitgedeelde straf van de KNVB. In veel gevallen staat elders in het artikel de reden vermeld.
Staat er een ? dan is het resultaat uit het verleden onbekend, en is alleen de competitie of het niveau bekend van dat seizoen.
In de seizoenen 2019/20 en 2020/21 werd wegens de coronacrisis het amateurvoetbal afgebroken. Daardoor kennen deze staven geen eindklassering (middels -- weergegeven).
- Competitieniveau en afdelingsletter of Officiële eindstand Eredivisie
  - Competitieniveau en afdelingsletter

Hierbij geeft het getal het niveau weer, dat ook terug te vinden is in de legenda. De letter is de afdelingsaanduiding en wordt gebruikt wanneer er meer afdelingen zijn op hetzelfde niveau. De afdelingsletter is altijd een hoofdletter en wordt meestal zonder nummer gebruikt.
Voorbeeld: 2F is niveau 2e klasse competitie F.
Het competitieniveau en nummer wordt niet vermeld wanneer er slechts één competitie van dit niveau was.
  - Officiële eindstand Eredivisie (getal staat tussen haakjes vermeld)

Sinds de introductie van play-offwedstrijden voor Europees voetbal na afloop van de reguliere competitie in 2005/06, is de KNVB verplicht een eindstand van de Eredivisie door te geven aan de UEFA aan de hand van deze play-offwedstrijden.
Bij deze eindstand staan clubs die zich hebben gekwalificeerd voor Europees voetbal hoger dan clubs die zich niet wisten te kwalificeren. Indien er geen verschil was tussen de eindnotering en de officiële eindstand, staat dit getal niet vermeld.

- Onderafdeling

Hier staat afgekort de naam van de onderafdeling indien de club in dat jaar in een onderafdeling uitkwam. Tevens staat deze afkorting in de legenda en wordt gelinkt naar het artikel over deze onderafdeling. Deze afkorting wordt alleen vermeld wanneer de club in het verleden in verschillende onderafdelingen heeft gespeeld. Deze vermelding is in de staaf altijd in kleine letters. Deze onderafdelingen zijn na het seizoen 1995/96 afgeschaft. Heeft de club in slechts één onderafdeling gespeeld, dan is dit alleen terug te vinden in de legenda.
Onder de staaf staat het jaartal vermeld waarin het seizoen is afgesloten. 15 verwijst naar het seizoen 2014/15 of eventueel het seizoen 1914/15.
Wanneer een staaf leeg is, zijn deze gegevens niet bekend. Het kan ook zijn dat de club dat seizoen niet heeft meegespeeld op het hogere amateurniveau, vroegtijdig de competitie heeft verlaten of uit de competitie is gezet.

In het seizoen 1944/45 was er wegens de Tweede Wereldoorlog geen regulier competitievoetbal.

## Bekende (oud-)spelers
- Lee-Roy Echteld
- Stanley Elbers
- Ricardo van Rhijn
- Jaimy Ravensbergen
- Dean James

## Docos tafeltennis
In Leiden bestaat sinds 1951 ook een tafeltennisvereniging met de naam DoCoS, met een clubhuis en speelhal vlak naast de voetbalvereniging.